# Katerini
Katerini (græsk: Κατερίνη, Kateríni, udtalt [ka̠te̞ˈɾini]) er en by og kommune i det nordlige Grækenland. Den er hovedstaden i den regionale enhed Pieria i Centralakedonien. Grækenland. Den ligger på Pieriansletten, mellem Mount Olympus og Thermaikos-bugten, i en højde af 14 m. Kommunen Katerini har en befolkning på 85.851 (ifølge 2014 folketællingen), og det er det næst mest folkerige byområde i regionen Makedonien efter Thessaloniki . Den tætte afstand mellem to byer (68 km), har været til gavn for Katerinis udvikling i de seneste år. Katerini er tilgængelig fra hovedvejen Thessaloniki-Athen GR-1/E75 (med Katerinis syd-, øst- og nordkryds) og Egnatia Odos mod nord. Den betjenes af Intercity, Proastiakos (Suburban Railway) og lokale tog på hovedbanelinjen fra Athen til Thessaloniki, og der er en omfattende regional og national busforbindelse med dens knudepunkt i byen.
Katerini er et populært turistmål i det nordlige Grækenland, er tæt på havet (7 km) og nær flere arkæologiske steder af stor interesse, såsom den gamle by Dion (5. århundrede f.Kr., 17 km væk), det gamle Leivithra (27 km væk), det gamle Pydna (16 km væk) og Platamon Slot . Strandene i Korinos, Paralia og Olympiaki Akti (eller Katerinoskala ) besøges af både græske og udenlandske turister i løbet af sommeren. Basen til Mount Olympus og byen Litochoro ligger i en afstand af omkring 20 km fra centrum af Katerini, hvorimod der er skicentrum i Elatochori i Mount Pieria i en afstand af 33,4 km fra byens centrum.

## Navn og historie
Kommunen Katerini blev dannet ved kommunalreformen i 2011 ved fusionen af de følgende 6 tidligere kommuner, der blev til kommunale enheder i den nyoprettede Katerini kommune.  
| Katerini kommune                                                 | Katerini kommune                                 | Kommunal enhed i Katerini                                                 | Kommunal enhed i Katerini          | Kommunefællesskab i Katerini                                              | Kommunefællesskab i Katerini       |
| ---------------------------------------------------------------- | ------------------------------------------------ | ------------------------------------------------------------------------- | ---------------------------------- | ------------------------------------------------------------------------- | ---------------------------------- |
| Kommunale Enheder                                                | Befolkning                                       | Kommunale fællesskaber                                                    | Befolkning                         | Bosættelser                                                               | Befolkning                         |
| - Elafina - Katerini City - Korinoer - Paralia - Petra - Pierioi | - 4.313 - 62.205 - 5.557 - 6.803 - 4.888 - 2.085 | - Katerini City - Ano Agios Ioannis - Svoronos - Ganochora - Neokaisareia | - 58.309 - 477 - 2.175 - 799 - 445 | - Andromachi - Katerini City - Nea Chrani - Neo Keramidi - Olympiaki Akti | - 1.061 - 55.999 - 467 - 464 - 320 |
| Samlet areal                                                     | Total befolkning                                 | Samlet areal                                                              | Total befolkning                   | Samlet areal                                                              | Total befolkning                   |
| - 681.863 km 2                                                   | - 85.851                                         | - 93,659 km 2                                                             | - 62.205                           | - 63.196 km 2                                                             | - 58.309                           |

## Økonomi
Katerini er det administrative og økonomiske centrum i Pieria. Handelskammeret og industrien i Pieria er baseret i Katerini. Det samme gælder Unionen for Landbrugskooperativer i Pieria og Unionen af hotelejere i Pieria.

### Landbrug
Katerini ligger midt på en slette, og derfor er det i høj grad en landbrugsby. Fra 2000 var 26.775 mennesker beskæftiget i landbruget i Pieria. Unionen af Landbrugskooperativer i Pieria har 9.000 medlemmer, hvoraf 2.000 dyrker tobak. Der produceres også Kiwifrugter i Katerini.